# Sarduri II
Sarduri II  ou Sapur II est roi de l'Urartu de 764 à 735 av. J.-C.. Il est le fils d'Argišti Ier.

## Biographie

Apogée de l'Urartu sous le règne du roi Sarduri II.

Il profite de l'affaiblissement de l'Empire assyrien pour étendre ses territoires vers le sud et y ajouter le Gurgum et sa capitale Milid, et le Kummuh et sa capitale Harran, sur la rive droite de l'Euphrate.
Il poursuit la politique de construction et d'embellissement commencée par son père. En 743 av. J.-C., l'Assyrie sort cependant de sa période sombre et il doit faire face à l'expansionnisme de son empereur Teglath-Phalasar III (745 à 727 av. J.-C.). Ce dernier remporte une victoire sur Sarduri II et ses alliés syriens, marche sur la capitale Tushpa, qui est prise en 735 av. J.-C., et dévaste le royaume. Le pays d'Urartu traverse alors une grande crise politique qui conduit à la déchéance de Sarduri II la même année. La date de sa mort n'est pas connue.
Il a un enfant, Rusa Ier, qui lui succède.